# Rhinella macrorhina
Espèce
Synonymes
- Rhamphophryne macrorhina Trueb, 1971

Statut de conservation UICN

 VU  : Vulnérable
Rhinella macrorhina est une espèce d'amphibiens de la famille des Bufonidae.

## Répartition
Cette espèce est endémique de Colombie. Elle se rencontre à Guatapé et à Anorí dans le département d'Antioquia et à Samaná dans le département de Caldas entre 1 450 et 2 420 m d'altitude dans la cordillère Centrale.

## Description
Les mâles mesurent de 35,6 à 43,7 mm et la femelle 51,0 mm.

## Publication originale
- Trueb, 1971 : Phylogenetic relationships of certain Neotropical toads with the description of a new Genus (Anura: Bufonidae). Los Angeles County Museum Contributions in Science, no 216, p. 1-40 (texte intégral).